# 五支旗杆

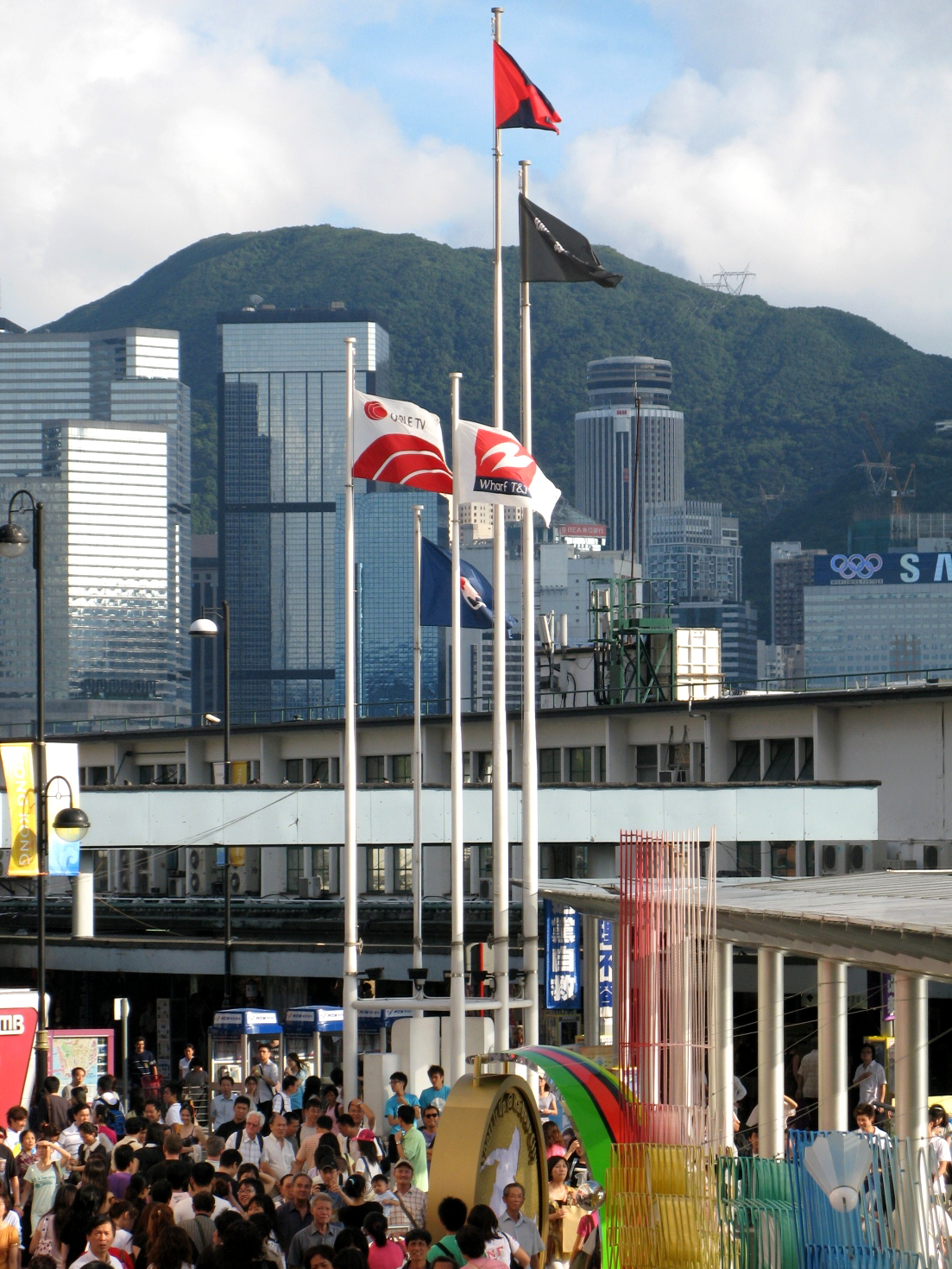
五支旗杆（2008年）

五支旗杆，亦写作五支旗竿，是香港的一处景观，位于九龙尖沙咀、尖沙咀码头、星光行、海运大厦附近，因此地有五支旗杆而名。旗杆在九龙仓集团前树立，杆杆高低不同。

## 旗帜变迁
1997年主權移交前，五支旗杆挂英国国旗、香港旗、九龍倉旗、海港城旗和天星小輪旗。
1997年主權移交後至约2017年，五支旗桿改挂九龍倉旗、海港城旗、九仓電訊旗、香港有线电视旗以及天星小轮旗。
2017年後，随着九仓電訊和香港有線電視先後卖盘，五支旗桿再改掛中華人民共和國國旗、香港特别行政区区旗、九龍倉旗、海港城旗、天星小輪旗。 
2019年，反对逃犯条例修订运动期間，五支旗桿上的中華人民共和國國旗两度被示威者扯落後掉落海中。